# Gloster E.28/39
Gloster E.28/39, znan tudi kot "Gloster Whittle", "Gloster Pioneer", ali "Gloster G.40
" je bilo prvo britansko reaktivno letalo. E.28 je bil namenjen testiranju Whittlovega reaktivnega motorja in je vplival na razvoj Gloster Meteorja.

## Specifikacije (Gloster E.28/39)
Splošne karakteristike
- Posadka: 1
- Dolžina: 25 ft 4 in (7,74 m)
- Razpon kril: 29 ft 0 in (8,84 m)
- Višina: 8 ft 10 in (2,70 m)
- Površina kril: 146 ft² (13,6 m²)
- Aeroprofil: G.W.2-section
- Teža praznega letala: 2 886 lb (1 309 kg)
- Naložena teža: 3 748 lb (1 700 kg)
- Pogon letala: 1 × Power Jets W.1 turboreaktivni motor, 860 lbf (3,8 kN)
- 81 galon

 Zmogljivost 
- Maks. hitrost: 338 mph (544 km/h) na višini 10 000 ft (3 050 m)
- Doseg: 410 milj (656 km)
- Trajanje leta: 56 minut
- Višina leta: 32 000 ft (9 755 m)
- Hitrost vzpenjanja: 1 063 ft/min (5,9 m/s)
- Razmerje potisk/teža: 0,21

Oborožitev

- Strelno orožje: Možnost 4x0.303 in (7.7 mm) Browning strojnic